# Mirko Vučinić
Mirko Vučinić (en monténégrin : Мирко Вучинић, né le 1er octobre 1983 à Nikšić en Yougoslavie (aujourd'hui au Monténégro), est un footballeur international monténégrin qui joue au poste d'attaquant.

## Carrière

### En club

#### Débuts de carrière
Il commence sa carrière dans le club yougoslave de Sutjeska Nikšić. Il évolue ensuite en faveur du club italien de l'US Lecce à partir de l'an 2000.
Durant la saison 2004-2005, il inscrit 19 buts en 28 matchs ce qui le place au deuxième rang du classement des meilleurs buteurs du Calcio derrière Andriy Chevtchenko, et cela à l'âge de seulement 21 ans.

#### AS Rome
En 2006, il rejoint l'AS Rome.
Le 20 mars 2010, il se fait remarquer lors d'une rencontre de championnat face à l'Udinese Calcio en réalisant un triplé. Il contribue ainsi à la victoire de son équipe par quatre buts à deux.

#### Juventus
Le 30 juillet 2011, il signe à la Juventus, son transfert étant évalué à 15 M € pour un salaire annuel de 3,5 M€,.
Il inscrit son premier but en bianconero le 21 août 2011 lors d'une défaite 2-1 en amical contre le Milan AC lors du Trofeo Luigi Berlusconi annuel, puis son premier but en match officiel le 21 septembre 2011 lors d'un nul 1-1 contre Bologne en Serie A.
Vučinić inscrit un but somptueux et important le 20 mars 2012, une lourde frappe en pleine lucarne de 30 mètre contre le Milan AC, arrachant le nul 2-2 durant les prolongations, permettant ainsi à la Juve après sa victoire 2-1 à l'aller d'atteindre la finale de la Coppa Italia 2012.
En avril 2013, Vucinic a gagné en notoriété le 5 avril lorsqu'après avoir marqué un penalty contre Pescara, il a célébré en enlevant son short et a été montré portant une paire de slips blancs serrés.

#### Al Jazira
Le 4 juillet 2014, il quitte le club turinois et signe à Al Jazira, aux Émirats arabes unis, pour un salaire annuel estimé à 6 M €. Le montant du transfert est de 6 M €.

### En équipe nationale
Vučinić est sélectionné avec l’équipe A de Serbie-et-Monténégro le 4 juin 2005 face à la Belgique.
À la suite de l'indépendance du Monténégro, il choisit logiquement de défendre les couleurs de son pays. Il participe ensuite à tous les matchs de l'équipe du Monténégro, inscrivant quatre buts en quatre matchs. Il est également le capitaine de l'équipe.
En 2010, lors d'un match contre la Suisse, Vucinic a gagné en notoriété après avoir marqué le seul but du match lorsqu'il a enlevé son pantalon et couru avec le short sur la tête et exhibant également son slips blanc moulant.
Au mois de décembre 2014, il compte 40 sélections pour l'équipe du Monténégro.

## Palmarès
| AS Rome - Championnat d'Italie : - Vice-champion : 2006-07 et 2009-10. - Coupe d'Italie (2) : - Vainqueur : 2006-07 et 2007-08. - Finaliste : 2009-10. - Supercoupe d'Italie (1) : - Vainqueur : 2007. - Finaliste : 2008. |  | Juventus - Championnat d'Italie (3) : - Champion : 2011-12, 2012-13 et 2013-14. - Coupe d'Italie : - Finaliste : 2011-12. - Supercoupe d'Italie (2) : - Vainqueur : 2012 et 2013. |